# 関村直人
関村 直人（せきむら なおと、1958年 - ）は日本の工学研究者（原子力工学）。東京大学大学院工学系研究科原子力国際専攻、工学部システム創成学科教授。

## 経歴・人物
岐阜県出身。
2011年2月7日に原子力安全・保安院が、東京電力福島第一原子力発電所1号炉について設計寿命40年を超えて10年間の運転継続を認可した際、関村は総合資源エネルギー調査会原子力安全・保安部会高経年化対策検討委員会の下に設置された高経年化技術評価ワーキンググループ主査を務め、「高経年化技術評価」及び「長期保守管理方針」について審査基準に適合するものとの保安院の判断に寄与した。この高経年化に関する国の審査の内容について、設備機器の経年化の評価に重点が置かれすぎていたと福島第一事故に関する各種報告書でも指摘されている。
同年3月12日午後、日本放送協会の東日本大震災報道番組で、福島第一原子力発電所事故により1号炉建屋で爆発が生じた事象の解説を担当したのを始め、同協会のテレビ放送にしばしば出演し同事故について説明した。
同年10月、原子力事故再発防止顧問会議委員に就任。ほかに、品質保証研究会顧問、
日本電気協会原子力規格委員会委員長を務める。

## 原発マネー
「受託研究費」の名目で関村は5760万円を受け取っており、テレビでの発言の中立性に疑問の声が上がっている。

## 研究内容
- 専門分野：原子力学
- 研究テーマ：システム保全学，原子炉材料学，核燃料システム工学[9]

## 研究・著作
- 博士論文 "A study of microstructural and microchemical evolution in the fusion reactor material under ion irradiation."（「核融合炉材料のイオン照射によるミクロ組織・組成変化に関する研究」）東京大学 工学博士, 甲第7074号、1986年3月29日, NAID 500000024576